# Хольм, Маркус
Торд Ма́ркус Хольм (швед. Tord Marcus Holm; род. 5 декабря 1973, Худиксвалль, Евлеборг) — шведский спортмен-паралимпиец, выступавший как лыжник, следж-хоккеист и кёрлингист на колясках.

## Бег на лыжах
Маркус Хольм начал заниматься паралимпийскими видами спорта с бега на лыжах, как лыжник участвовал в зимних Паралимпийских играх 1994 в Лиллехаммере, на дистанции 10 км (англ. Middle Distance) в категории для мужчин LW11 занял 18-е место

## Следж-хоккей
Маркус Хольм в составе сборной Швеции по следж-хоккею участвовал в следующих турнирах:
| Год                               | Турнир                                | Место                      |
| Зимние Паралимпийские игры        | Зимние Паралимпийские игры            | Зимние Паралимпийские игры |
| --------------------------------- | ------------------------------------- | -------------------------- |
| 1998                              | Зимние Паралимпийские игры 1998       | 3                          |
| 2002                              | Зимние Паралимпийские игры 2002       | 3                          |
| 2006                              | Зимние Паралимпийские игры 2006       | 6                          |
| 2010                              | Зимние Паралимпийские игры 2010       | 8                          |
| 2014                              | Зимние Паралимпийские игры 2014       | 8                          |
| 2018                              | Зимние Паралимпийские игры 2018       | 7                          |
| Чемпионаты мира по следж-хоккею   |                                       |                            |
| 2000                              | Чемпионат мира по следж-хоккею 2000   | 3                          |
| 2004                              | Чемпионат мира по следж-хоккею 2004   | 3                          |
| 2017                              | Чемпионат мира по следж-хоккею 2017   | 6                          |
| Чемпионаты Европы по следж-хоккею |                                       |                            |
| 2005                              | Чемпионат Европы по следж-хоккею 2005 | 2                          |
| 2007                              | Чемпионат Европы по следж-хоккею 2007 | 4                          |
| 2011                              | Чемпионат Европы по следж-хоккею 2011 | 4                          |

## Кёрлинг на колясках
В составе сборной Швеции участник чемпионата мира 2024 (заняли четвёртое место). В составе смешанной парной сборной Швеции чемпион мира среди смешанных пар на колясках (2022). Чемпион Швеции на колясках и среди смешанных пар на колясках.
В «командном» кёрлинге (команда из четырёх человек) в основном играет на позиции второго.

### Достижения в кёрлинге
- Чемпионат Швеции по кёрлингу на колясках: золото (2024), серебро (2018, 2019, 2020, 2022), бронза (2023).
- Чемпионат мира по кёрлингу на колясках среди смешанных пар: золото (2022).

### Команды
| Сезон                                   | Четвёртый        | Третий           | Второй               | Первый           | Запасной                            | Турниры              |
| --------------------------------------- | ---------------- | ---------------- | -------------------- | ---------------- | ----------------------------------- | -------------------- |
| 2017—18                                 | Патрик Каллин    | Маркус Хольм     | Кристина Уландер     | Gert Erlandsson  |                                     | ЧШК 2018             |
| 2018—19                                 | Кристина Уландер | Gert Erlandsson  | Маркус Хольм         | Сандра Реппе     |                                     | ЧШК 2019             |
| 2019—20                                 | Кристина Уландер | Ронни Перссон    | Маркус Хольм         | Сандра Реппе     |                                     | ЧШК 2020             |
| 2021—22                                 | Кристина Уландер | Сандра Реппе     | Ронни Перссон        | Маркус Хольм     | Mikael Pettersson                   | ЧШК 2022             |
| 2022—23                                 | Сандра Реппе     | Кристина Уландер | Маркус Хольм         | —                |                                     | ЧШК 2023             |
| 2023—24                                 | Сандра Реппе     | Кристина Уландер | Маркус Хольм         | —                |                                     | ЧШК 2024             |
| 2023—24                                 | Маркус Хольм     | Ронни Перссон    | Вильо Петерссон-Даль | Кристина Уландер | Сабина Юханссон тренер: Петер Наруп | ЧМК 2024 (4 место)   |
| Кёрлинг на колясках среди смешанных пар |                  |                  |                      |                  |                                     |                      |
| 2021—22                                 | Сабина Юханссон  | Маркус Хольм     |                      |                  | тренер: Петер Наруп                 | ЧМКСП 2022           |
| 2023—24                                 | Кристина Уландер | Маркус Хольм     |                      |                  |                                     | ЧШКСП 2024 (4 место) |

(скипы выделены полужирным шрифтом)